# Hydrochoreutes ungulatus
Hydrochoreutes ungulatus är en kvalsterart som först beskrevs av Koch 1836.  Hydrochoreutes ungulatus ingår i släktet Hydrochoreutes och familjen Pionidae. Inga underarter finns listade i Catalogue of Life.